# Bertula retracta
Bertula retracta là một loài bướm đêm trong họ Erebidae.